# Cipari (Cipari)
Cipari is een bestuurslaag in het regentschap Cilacap van de provincie Midden-Java, Indonesië. Cipari telt 7578 inwoners (volkstelling 2010).